# Poljana (miasto Požarevac)
Poljana (cyr. Пољана) – wieś w Serbii, w okręgu braniczewskim, w mieście Požarevac. W 2011 roku liczyła 1502 mieszkańców.